# Wil Trapp
William Alexander "Wil" Trapp (* 15. Januar 1993 in Gahanna, Ohio) ist ein US-amerikanischer Fußballspieler. Der Mittelfeldspieler spielt seit Ende Januar 2020 für Inter Miami in der Major League Soccer.

## Spielerkarriere

### Jugend und College
Trapp wuchs in Gahanna, Ohio auf und besuchte dort die Lincoln High School, mit deren Schulmannschaft er 2009 die Division 1 State Championship gewann und er selber 2010 zum NSCAA National High School Player of the Year gewählt wurde. Parallel spielte Trapp in der Jugend, der sogenannten Crew Academy, des MLS-Franchises Columbus Crew. 2012 konnte er mit der Mannschaft die U-19 NYSA National Championship gewinnen.
Von 2011 bis 2012 besuchte er die University of Akron in Akron, Ohio und spielte in der dortigen Collegemannschaft Akron Zips. Insgesamt stand er in 45 Spielen auf dem Platz. Er wurde zweimal in die Auswahlmannschaft All-MAC First Team berufen und 2012 in das Third Team NSCAA All-American.

### Columbus Crew
Am 13. Dezember 2012 unterzeichnete Trapp einen Vertrag als Homegrown Player beim Columbus Crew SC. Ein halbes Jahr später, am 6. Juli 2013 gab er sein Debüt in der Major League Soccer. Seitdem konnte er sich zu einem Stammspieler innerhalb der Mannschaft entwickeln.

### Nationalmannschaft
Trapp nahm mit der U-20 Nationalmannschaft der USA an der CONCACAF U-20 Championship 2013 teil, der U-20-Fußball-Weltmeisterschaft 2013 und dem Turnier von Toulon 2013 teil. Bei der Weltmeisterschaft war er bei allen Spielen auf dem Platz und führte die Mannschaft beim Spiel gegen Frankreich als Kapitän auf den Platz.
Am 28. Januar 2015 gab er sein Debüt für die Fußballnationalmannschaft der Vereinigten Staaten in einem Freundschaftsspiel gegen Chile. Er wurde in der 59. Minute für Mikkel Diskerud eingewechselt.